# Santa Maria della Clemenza
Santa Maria della Clemenza ou Igreja de Nossa Senhora da Misericórdia, conhecido também como Oratorio del Santissimo Sacramento, era uma igreja de Roma, Itália, localizada no rione Trastevere, no vicolo del Piede, desconsagrada no começo do século XX. Era dedicada a Nossa Senhora da Misericórdia. 

## História
Esta diminuta igreja foi construída nos primeiros anos do século XVII. Em 1675, foi entregue para a "Arquiconfraria do Santíssimo Sacramento" da basílica de Santa Maria in Trastevere, como se pode ler ainda hoje na arquitrave acima do portal. O seu principal objeto devocional era um ícone bizantino do século VIII conhecida como "Madonna della Clemenza", de onde o seu nome.
Depois da unificação da Itália, em 1870, permaneceu fechada por dezoito anos. Depois de restaurada e ampliada, foi aberta em 1888. Acima da porta, pelo lado de dentro, ficava uma inscrição em mármore colocada ali pelos confrades em 1705, recordando os benefícios e privilégios que o papa Clemente XI, antigo membro e protetor da confraria, que ficava no altar-mor.
Quando a confraria deixou de existir, no começo do século XX, a pequena igreja desconsagrada e vendida para uso civil; hoje um restaurante chamado "La Canonica".

## Galeria

Imagens da igreja
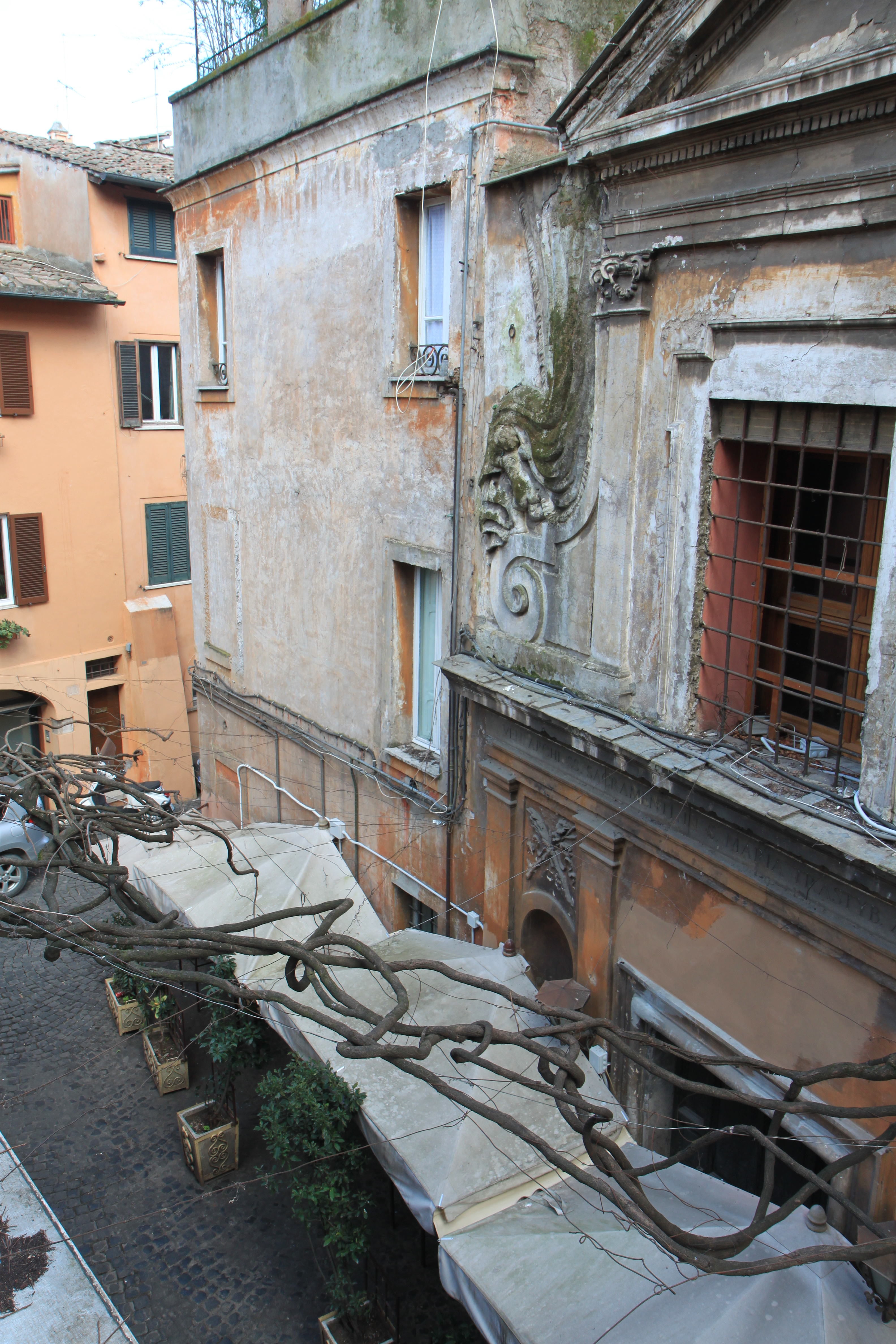
Detalhes da fachada.
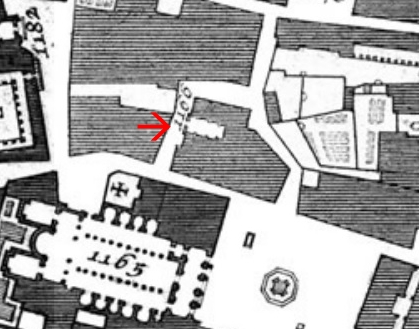
Localização no Mapa de Nolli (1748), no nº 1100. O grande edifício vizinho (nº 1165) é Santa Maria in Trastevere.